# Beit Hasan
Beit Hasan (àrab: بيت حسان, Bayt Ḥassān) és un vila palestina de la governació de Nablus, a Cisjordània, al nord de la vall del Jordà, 14 kilòmetres a l'est de Nablus. Segons l'Oficina Central Palestina d'Estadístiques tenia 891 habitants en 2007.